# Gale auriculaire
 (avril 2024).
Si vous disposez d'ouvrages ou d'articles de référence ou si vous connaissez des sites web de qualité traitant du thème abordé ici, merci de compléter l'article en donnant les références utiles à sa vérifiabilité et en les liant à la section « Notes et références ».
 (avril 2024).
La mise en forme du texte ne suit pas les recommandations de Wikipédia : il faut le « wikifier ».
Les points d'amélioration suivants sont les cas les plus fréquents. Le détail des points à revoir est peut-être précisé sur la page de discussion.
- Les titres sont pré-formatés par le logiciel. Ils ne sont ni en capitales, ni en gras.
- Le texte ne doit pas être écrit en capitales (les noms de famille non plus), ni en gras, ni en italique, ni en « petit »…
- Le gras n'est utilisé que pour surligner le titre de l'article dans l'introduction, une seule fois.
- L'italique est rarement utilisé : mots en langue étrangère, titres d'œuvres, noms de bateaux, etc.
- Les citations ne sont pas en italique mais en corps de texte normal. Elles sont entourées par des guillemets français : « et ».
- Les listes à puces sont à éviter, des paragraphes rédigés étant largement préférés. Les tableaux sont à réserver à la présentation de données structurées (résultats, etc.).
- Les appels de note de bas de page (petits chiffres en exposant, introduits par l'outil «  Source ») sont à placer entre la fin de phrase et le point final[comme ça].
- Les liens internes (vers d'autres articles de Wikipédia) sont à choisir avec parcimonie. Créez des liens vers des articles approfondissant le sujet. Les termes génériques sans rapport avec le sujet sont à éviter, ainsi que les répétitions de liens vers un même terme.
- Les liens externes sont à placer uniquement dans une section « Liens externes », à la fin de l'article. Ces liens sont à choisir avec parcimonie suivant les règles définies. Si un lien sert de source à l'article, son insertion dans le texte est à faire par les notes de bas de page.
- La présentation des références doit suivre les conventions bibliographiques. Il est recommandé d'utiliser les modèles {{Ouvrage}}, {{Chapitre}}, {{Article}}, {{Lien web}} et/ou {{Bibliographie}}. Le mode d'édition visuel peut mettre en forme automatiquement les références.
- Insérer une infobox (cadre d'informations à droite) n'est pas obligatoire pour parachever la mise en page.

Pour une aide détaillée, merci de consulter Aide:Wikification.
Si vous pensez que ces points ont été résolus, vous pouvez retirer ce bandeau et améliorer la mise en forme d'un autre article.

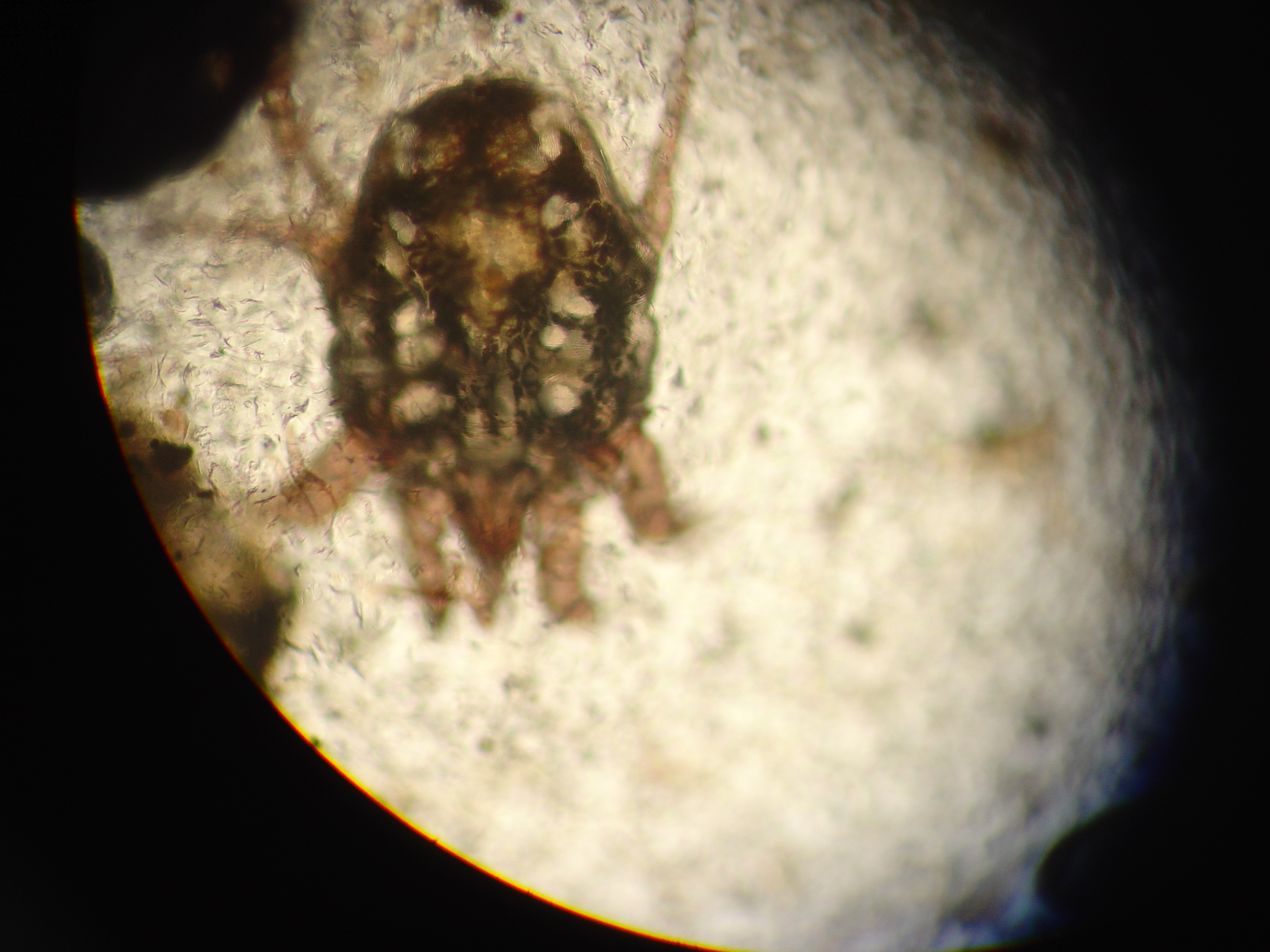
Psoroptes cuniculi, vecteur de la gale auriculaire du lapin.

La gale des oreilles, ou otacariose, ou otite auriculaire, est une maladie de peau animale d'origine parasitaire causée par un acarien : chez le chien et le chat elle est due à Otodectes cynotis, un acarien parasite de la famille des épidermoptidés vivant sur la peau et se nourrissant de déchets épidermiques et de cérumen. Il est localisé dans le conduit auditif et provoque une lésion de la peau. Chez le lapin, la gale auriculaire est due à une espèce proche, Psoroptes cuniculi.

## Contamination

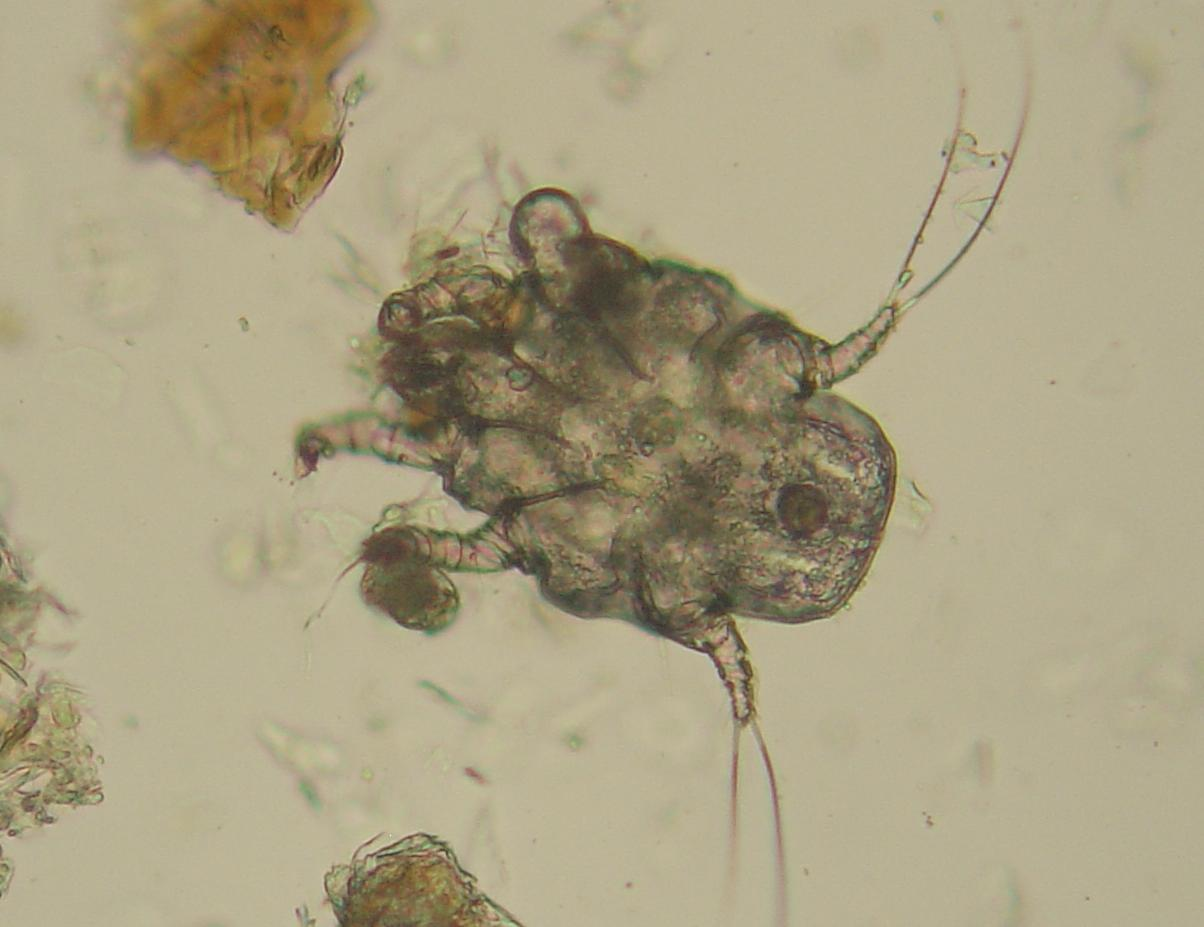
Otodectes cynotis, vecteur de la gale des oreilles du chien et du chat.

Cette parasitose est très répandue parmi les chiens vivant dans des lieux fréquentés par d’autres chiens, et chez les chats qui vivent en groupe. Elle peut aussi être simplement transmise par la mère à ses petits. Elle se transmet par contact direct d’animal malade à animal sain. 
Elle est très contagieuse, transmissible à l’homme mais en général inoffensive.
C'est l'une des principales causes d'otite externe chez le chien.

## Symptômes
Le chien se gratte souvent les oreilles. L'intérieur de l'oreille peut être rouge et enflammé, ou brunâtre. Le cérumen est noirâtre et malodorant, riche en parasites. Si le chien secoue constamment sa tête, il peut y avoir rupture d'un vaisseau, avec apparition d'un othématome (écoulement de sang entre la couche cutanée de la face interne et le cartilage du pavillon). L'oreille est alors pendante et gonfle. Le chien peut aussi se griffer et se lacérer la peau à force de se gratter.

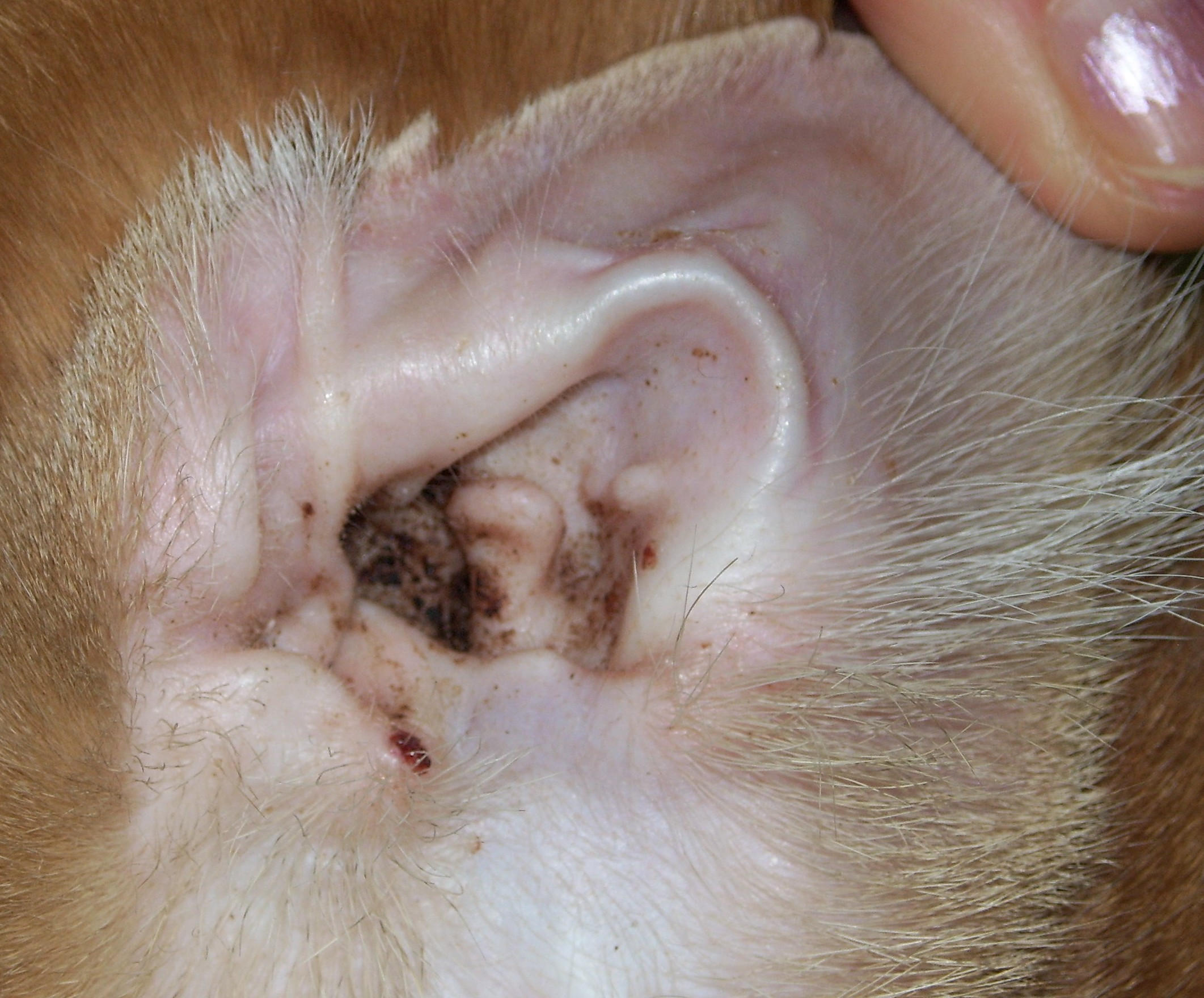
intérieur de l'oreille d'un chat atteint.

Chez le chat, la maladie peut être plus discrète à observer, mais l'intérieur de l'oreille brunâtre est caractéristique : on peut vérifier la présence de gale auriculaire en introduisant un coton-tige à l'entrée. Cela provoque des mouvements de la patte postérieure correspondant à une réaction réflexe due au prurit engendré par le nettoyage de l’oreille atteinte.
La maladie peut provoquer une otite prurigineuse avec d’épaisses croûtes rouge brunâtre mélangées à du cérumen. Non traitée, elle endommage l'oreille interne, et l'animal peut se mettre à tituber.

## Diagnostic
Le vétérinaire pourra pratiquer un prélèvement afin d'identifier Otodectes cynotis au microscope. En effet, il est important de bien le différencier d'autres acariens (sarcoptes, demodex, aoûtats) qui peuvent donner aussi une otite prurigineuse. Le cérumen étant un milieu favorable au développement de nombreux organismes, il peut y avoir plusieurs infestations, ou une surinfection par des bactéries ou des levures.
Il est aussi important de vérifier l'absence de corps étranger dans l'oreille, qui pourrait être la cause première de l'otite.

## Traitement
Nettoyage des conduits auditifs avec des produits otologiques acaricides qui dissolvent en même temps le cérumen, puis l'application dans le conduit auditif d'antiparasitaire en gouttes ou en pommade. La molécule la plus utilisée est l'hexachlorocyclohexane, puissant acaricide communément appelée lindane sous sa forme d'isomère gamma. Neurotoxique et peut-être cancérogène, il n'est plus commercialisé en France.
Le traitement devra se poursuivre pendant 8 à 10 semaines[réf. souhaitée], afin de couvrir tout le cycle de reproduction de l'acarien. Il faut traiter tous les animaux en même temps.
Il existe aussi un produit[Lequel ?] en pipette : 2 gouttes par oreille en une seule fois, à renouveler éventuellement un mois plus tard[réf. souhaitée].